# Tord Sjåreksson
Tord Sjåreksson (Þórðr Sjáreksson, äldre stavning Særeksson) var en isländsk furstelovskald från 900- och 1000-talet, som enligt Skáldatal var hovskald hos kung Olof Haraldsson och Erik jarl Håkonsson. Han var svåger till den kände skalden Hjalte Skeggjason från Þjórsárdalr på södra Island och det är också troligt att han var släkt med hjälten Toralf (eller Torolf) Skolmsson (Þórálfr/Þórólfr Skólmsson), och i så fall även befryndad med skalden Orm Storolfsson (Ormr Stórólfsson), som växte upp i samma trakt. 

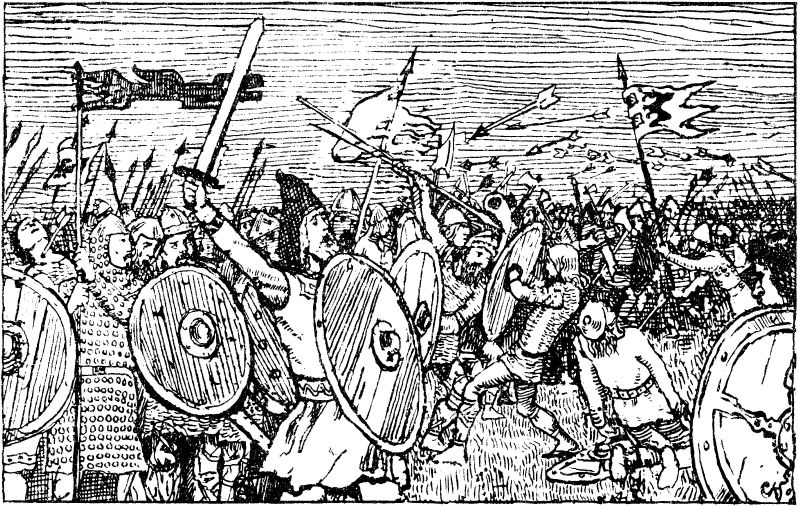
Slaget på Stord. Bild: Christian Krohg, 1899.

## Verk

### Þórálfs drápa Skólmssonar
Tords äldsta drapa, ur vilken något har bevarats, ägnades just denne Toralf Skolmsson, som år 961, vid 19 års ålder, utmärkte sig som Håkon Adalsteinsfostres hirdman i slaget vid Fitjar. Snorre Sturlasson skriver om honom att han gick vid kungens sida i slaget: ”Han bar hjälm och sköld, spjut och ett svärd, som kallades Fotbred. Det sades, att han och kungen var jämnstarka.” Efter kungens fall flydde han till Island där han bosatte sig på gården Myrká. Tre strofer och en halvstrof ur denna Þórálfsdrápa finns i Heimskringla. Drapan har säkerligen diktats någon gång mot slutet av 900-talet och har blivit känd för att dess första strof innehåller den norröna skaldediktningens troligen längsta kenning. Strofen lyder så här i Emil Olsons översättning:
| Med lust gick hären till striden, där kamphårda krigarskaror med vrede drabbade samman – vid Fitjar på Stord stod kampen. Den tappre svärdsvingarn Thoralv, i styrka konungens like, gick djärv mot fiendeflocken i spetsen vid konungens sida. | Þars bǫðharðir bǫrðusk bands jódraugar landa, lystr gekk herr til hjǫrva hnits í Storð á Fitjum. Ok gimsløngvir ganga gífrs hlémána drífu nausta blakks it næsta Norðmanna gram þorði. |  |

I obunden form ser kenningen ut så här: ”nausta blakks hlémána gífrs drífu gimsløngvir”, vilket brukar översättas ”krigare”. Men eftersom det är drapans huvudperson, Toralf Skolmsson, som är den ”krigare” som åsyftas, har kenningen här blivit översatt ”Toralf” (stavat ”Thoralv”). En ordagrann översättning skulle annars ha blivit ”skeppsskjulshästens lä-månes trollpackas storms eldsvingare”, vilket kan kräva en förklaring: Naust är ett skjul där skepp brukar förvaras. Skjulets häst (blakkr) är alltså ett skepp vars hlémáni (”lä-måne”, d.v.s. skyddande måne) är en rundsköld av det slag som brukade hängas på skeppets sida. Denna skölds ”trollpacka” (d.v.s. ”fiende” eller ”skräck”) är stridsyxan som kunde krossa en sköld.  Stridsyxans drífa (”storm”) är striden, vars gim-sløngvir (”svärdsvingare”) är krigaren, i detta fall Toralf Skolmsson. Ordet gim betyder ordagrant ”eld”, men är i skaldediktningen ett vanligt heite för ”svärd”.

### Övriga verk
Det kväde som Tord enligt Skáldatal diktade till Erik jarl är nu förlorat. Däremot finns i Skáldskaparmál (51) en halvstrof som beskriver en segling efter norska kusten till Agder: den väg Sven jarl Håkonsson tog efter att ha bränt Nidaros år 1015.
Tords främsta verk bör ha varit hans arvdrapa över Olof den helige; den så kallade Krucifixdrapan (Róðadrápa), varav endast en strof har överlevt. Också den finns i Heimskringla.
I Skáldskaparmál (6) har bevarats en strof med motiv ur Völsungasagan på ändrimmad runhenda, men med ett så ovanligt arrangemang att varje kortrad i ena halvstrofen fortsättes i motsvarande rad i den andra (1-5,2-6, osv.). Strofen är rimligen hämtad ur ett större, nu förlorat verk.

## En skröna (?)
I den långa sagan om Olav Tryggvason (Óláfs saga Tryggvasonar en mesta) berättas att då Tord på Olof den heliges tid var på pilgrimsfärd i det heliga landet träffade han vid Akko en lång gråhårsmunk som på god norska varnade honom för rövare som brukade ligga i försåt längre fram. Då munken fick veta vem Tord var, bad han honom hälsa till Hjalte Skeggjason. Tord framförde senare denna hälsning till sin svåger och fick då veta att munken inte kunde ha varit någon annan än Olav Tryggvason som överlevt slaget vid Svolder. Innan de skildes hade nämligen munken berättat något för Tord som bara Hjalte och gamle kung Olav kände till. Tord Sjåreksson, som kunde vittna om detta möte, var en begåvad och förnuftig man, och därtill en god skald, försäkrar oss sagan.
Hur länge Tord levde vet vi inte, men hans erfidrápa över Olof den helige sätter en bakre tidsgräns: han kan inte ha dött före 1030. Detta betyder också att drapan om Toralf Skolmsson nog bör ha diktats ganska långt efter den händelse som skildras (slaget på Stord år 961).